# Peder Poulsen
Peder Poulsen, född den 10 mars 1959 och uppvuxen i Täby kommun i Stockholms län, är en friidrottare som tränade 1974-76 för Enebybergs IF och 1977-1990 för Turebergs FK.
Poulsen tävlade i medel- och långdistanslöpning under 1970- och 1980-talet. Bland hans meriter märks 6 klassiska SM-medaljplatser på Svenska mästerskap och totalt 13 SM-medaljer (guld, silver & brons) från 800 meter till stafett-, terränglöpning och 1/2-maraton inklusive junior och ungdoms-SM. Även flertal  segrar i Midnattsloppet  Stockholm, med två vinster. Också deltagit i VM i terränglöpning år 1985, 1986, 1987 och 1988. Samma år uttagen till Sveriges landslag Finnkampen på 5.000 eller 10.000 meter. 
Poulsen studerade ekonomi och data 1980-81 på University of Texas at Pan American ( UTPA), 1982 vid San Antonio ( UTSA) samt 1983-86 systemvetenskap på Stockholms universitet. Också utbildad handledare i grundläggande ledarskap, UGL och 1994-1998 självförsvar Goju Ryu från Budo Zen Center och Södertörn karate klubb. Yrkesverksam från år 1982 inom området IT-styrning, projektstyrning, IT och Governance. 

## SM-medaljer, individuell och i lag för seniorer
- 1985 Silver 10.000, Brons 5.000, Brons 1/2-maraton
- 1986 Guld i terränglöpning lag 4 km, Silver 10.000 m
- 1987 Silver 10.000, Brons 5.000, Brons i terränglöpning lag 4 km
- 1989 Guld lag-SM Friidrott, Brons i terränglöpning lag 4 km